# آباکار سیلا
آباکار سیلا (انگلیسی: Abakar Sylla؛ زادهٔ ۲۵ دسامبر ۲۰۰۲) بازیکن فوتبال اهل ساحل عاج است.
وی همچنین در تیم ملی فوتبال ساحل عاج بازی کرده است.